# Wilson Onsare
Wilson Onsare (* 15. Juni 1976) ist ein kenianischer Langstreckenläufer, der sich auf die Halbmarathon- und Marathon-Distanz spezialisiert hat.
2002 wurde er zunächst Zweiter bei den 25 km von Berlin und lief dann beim Paris-Marathon als Dritter mit 2:06:47 die bis dahin beste Zeit eines Marathondebütanten.
2004 wurde er Vierter beim Berlin-Marathon, 2005 Zweiter beim Boston-Marathon.